# Michael Müller (handball)
Pour les articles homonymes, voir Michael Müller et Müller.
Michael Müller, né le 19 septembre 1984 à Wurtzbourg, est un handballeur international Allemand évoluant au poste de arrière.